# 我看见你 (阿凡达主题曲)
我看见你是一首由英国歌手利昂娜·刘易斯演唱的流行歌曲。这首歌是由作曲家詹姆斯·霍纳、西蒙·弗朗根（Simon Franglen）和库克·哈瑞尔（Kuk Harrell）编写和制作，为導演詹姆斯·卡梅隆的电影《阿凡达》的电影原声带制作的曲目。由霍纳和弗朗根作的乐，霍纳、弗朗根和哈瑞尔写的歌词。它于2010年第67届金球奖入圍金球奖最佳原创歌曲，但最后输给了電影《疯狂的心》（Crazy Heart）的《The Weary Kind》。

## 背景
詹姆斯·霍纳为詹姆斯·卡梅隆的大片《阿凡达》的电影原声谱乐，并聘用了里歐娜·路易斯来演唱主题曲“我看见你”，于电影的片尾字幕播放。这首歌的制作者詹姆斯·霍纳与西蒙·弗朗根曾负责过席琳·狄翁的格莱美获奖单曲《我心永恒》，即电影《泰坦尼克号》的歌曲，而霍纳亦为这部电影的原声谱过乐。路易斯在被邀请观看《阿凡达》的电影制作后，录制了的该歌曲；事后，她对电影及录音做了如下评价：
我希望外星人都像纳威人一样。我真的很喜欢他们。他们关心的事情——自然，地球，环境，亦是我所关切的。这首歌需要一个强大的表现，所以我必须找到一个情感联系。我为他们找到了一个。
詹姆斯·卡梅隆打算为这首歌发行一首单曲的，因为他认为这会与席琳·狄翁1998年的那首歌形成搭配照应；路易斯则不愿意，因为她刚刚发行了她的第二张专辑——回声。太阳报报告说：“利昂娜很高兴成为《阿凡达》的一部分，但这首歌从来没有被设想将会发行。但是，看看，她的《跑》封面虽做得那么好，但同样并不意味着要发行。”

## 音乐结构和歌词
《我看见你》被制作为一首中速节奏歌谣，节拍器是以每分钟68拍为标记。音乐的拍子记号为四分之四拍，并在降b小调上发挥关键作用，背景音乐为钢琴。这首歌采用了一个B♭m—A♭—G♭和弦进行。声乐部分的范围从F#3至F5。这部作品开始于路易斯演唱的一个扭曲声部分，其使用了语音转换设备。

## 乐评
来自IGN的布赖恩·林德称这首歌是“坚实的流行民谣”，但无法确定这首歌是否会像席琳·狄翁的《我心永恒》一样“成为烂大街的歌”。来自《所有音乐》的詹姆斯·克里斯托弗·蒙格（James Christopher Monger）则发表了不利的评论，他声称：“火炬民谣‘我看见你’，是一首易被遗忘的杂货店民谣（不像感伤但适当那首《我心永恒》）让人感到可笑并格格不入，尤其是将这首歌与在电影中的那些大约10英尺高的蓝色外星人放在一起时。而作为评价这部电影的一部分，《村声周报》批评了这首“克隆席琳·狄翁的纳威人版”的歌放在片尾字幕处。

## 音乐影片
这首歌的音乐视频发布于2009年12月15日。其导演为杰克·纳瓦（Jake Nava）。视频表现了路易斯正在一个黑色的空间里唱歌，很多光束打在她的身上，并穿插着《阿凡达》的电影情节。

## 榮譽
| 年份   | 典禮     | 獎項                 | 結果 |
| ------ | -------- | -------------------- | ---- |
| 2010年 | 金球獎   | 最佳原創歌曲         | 提名 |
| 2011年 | 葛萊美獎 | 最佳影視媒體作品歌曲 | 提名 |

## 榜单
| 榜单（2010年）       | 最高位置 |
| -------------------- | -------- |
| 爱尔兰单曲排行榜     | 47       |
| 美国告示牌成人当代榜 | 24       |